# Hibiscus radiatus
Hibiscus radiatus är en malvaväxtart som beskrevs av Antonio José Cavanilles. Hibiscus radiatus ingår i Hibiskussläktet som ingår i familjen malvaväxter. Inga underarter finns listade i Catalogue of Life.

## Bildgalleri

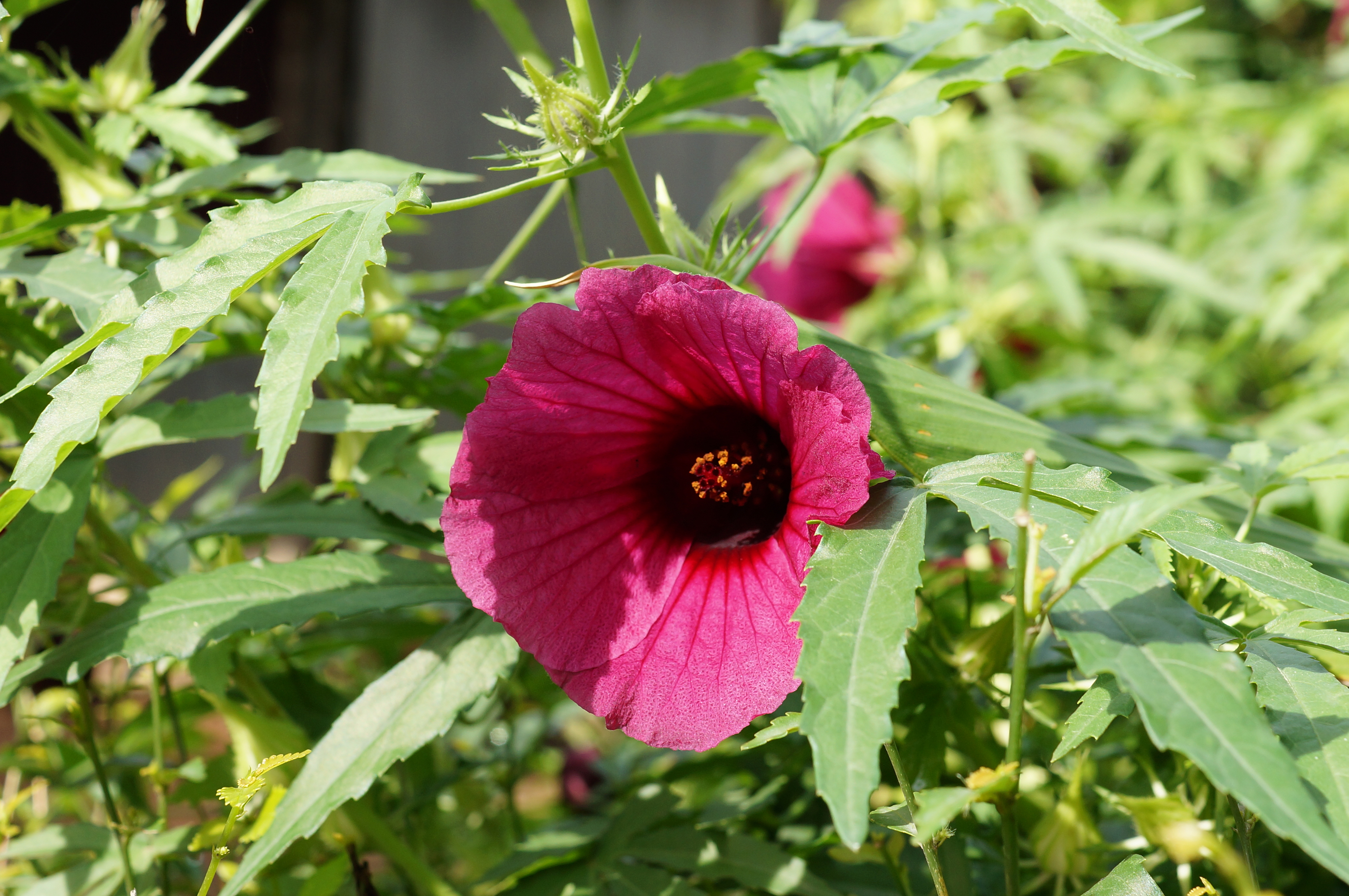